# Spencer Treat Clark
Spencer Treat Clark (New York, 1987. szeptember 24.) amerikai színész.
Fontosabb szerepet kapott a Gladiátor (2000) és A sebezhetetlen (2000) című filmekben. Egyéb filmjei közé tartozik a Titokzatos folyó (2003), Az utolsó ház balra (2009), a Sok hűhó semmiért és az Üveg (2019).
A S.H.I.E.L.D. ügynökei (2015–2018) és az Animal Kingdom (2016–2019) című televíziós sorozatokból is ismert.

## Fiatalkora
New Yorkban született. A forgatókönyvíró és drámaíró Eliza Clark testvére. 
A Darienben (Connecticut) található Hindley Elementary School, a Middlesex Middle School és a Darien High School tanintézmények diákja volt. A watertown-i Taft Schoolban érettségizett. 
A New York-i Columbia Egyetemen politikai és gazdasági szakon szerzett diplomát.

## Pályafutása
1995-ben kezdte karrierjét, amikor feltűnt az Another World című televíziós műsorban. Bemutatkozó filmje az 1999-es A szomszéd volt.
Játszott a Mad Men – Reklámőrültek utolsó évadjában és a Cymbeline (2014) című filmben. 2019-ben visszatérő szerepet osztottak rá az Animal Kingdom című sorozatban.

## Filmográfia

### Film
| Év   | Magyar cím                   | Eredeti cím                     | Szerep                    | Magyar hang    |
| ---- | ---------------------------- | ------------------------------- | ------------------------- | -------------- |
| 1999 | A szomszéd                   | Arlington Road                  | Grant Faraday             | Czető Roland   |
| 1999 | Kettős kockázat              | Double Jeopardy                 | Matty Parsons (11 évesen) |                |
| 2000 | Gladiátor                    | Gladiator                       | Lucius Verus Aurelius     | Kováts Dániel  |
| 2000 | A sebezhetetlen              | Unbreakable                     | Joseph Dunn               | Kováts Dániel  |
| 2003 | Titokzatos folyó             | Mystic River                    | Ray Harris Jr.            | nem szólal meg |
| 2005 | Kincsem                      | Loverboy                        | Paul 16 évesen            |                |
| 2007 | Bébiszitterek                | The Babysitters                 | Scott Miral               |                |
| 2007 |                              | Superheroes                     | Nick Jones                |                |
| 2009 | Az utolsó ház balra          | The Last House on the Left      | Justin                    | Czető Roland   |
| 2010 | Pokoli tábor                 | Camp Hope                       | Timothy                   |                |
| 2010 |                              | Jolly Bankers (rövidfilm)       | Conrad                    |                |
| 2012 | Sok hűhó semmiért            | Much Ado About Nothing          | Borachio                  |                |
| 2012 |                              | Deep Dark Canyon                | Nate Towne                |                |
| 2013 | Az utolsó ördögűzés 2. rész  | The Last Exorcism Part II       | Chris                     |                |
| 2014 |                              | Druid Peak                      | Owen                      |                |
| 2014 |                              | Cymbeline                       | Guiderius                 |                |
| 2014 | Rettegés alkonyat után       | The Town That Dreaded Sundown   | Corey Holland             | Baráth István  |
| 2015 |                              | The Girlfriend Game (rövidfilm) | Eddie                     |                |
| 2016 |                              | Ice Scream                      | Mickey                    |                |
| 2019 | Üveg                         | Glass                           | Joseph Dunn               | Czető Roland   |
| 2022 | Weird: Az Al Yankovic Sztori | Weird: The Al Yankovic Story    | Steve Jay                 |                |
| 2024 | Borzalmak városa             | Salem's Lot                     | Mike Ryerson              | Czető Roland   |

### Televízió
| Év        | Magyar cím                               | Eredeti cím                       | Szerep                    | Megjegyzések                                                          |
| --------- | ---------------------------------------- | --------------------------------- | ------------------------- | --------------------------------------------------------------------- |
| 1995      |                                          | It Was Him or Us                  | Jesse Pomeroy             | tévéfilm                                                              |
| 1995      |                                          | Long Island Fever                 | Tom McCarty               | tévéfilm                                                              |
| 1995–1999 |                                          | Another World                     | Steven Frame              | 19 epizód                                                             |
| 1999      | Harmadik műszak                          | Third Watch                       | Kyle                      | 1 epizód                                                              |
| 2004–2011 | Esküdt ellenségek: Különleges ügyosztály | Law & Order: Special Victims Unit | Brian Coyle / Greg Engels | 2 epizód                                                              |
| 2009      | A férjem védelmében                      | The Good Wife                     | Kenny Chatham             | 1 epizód                                                              |
| 2011      | A főnök                                  | The Closer                        | Jesse Dixon               | 1 epizód                                                              |
| 2015      | Mad Men – Reklámőrültek                  | Mad Men                           | Kelly                     | 1 epizód                                                              |
| 2015–2018 | A S.H.I.E.L.D. ügynökei                  | Agents of S.H.I.E.L.D.            | Werner von Strucker       | - visszatérő szerep (8 epizód) - magyar hangja:[forrás?] - Jakab Márk |
| 2016–2019 | Animal Kingdom                           | Animal Kingdom                    | Adrian Dolan              | visszatérő szerep (27 epizód)                                         |
| 2017      | NCIS                                     | NCIS                              | Ryan                      | 1 epizód                                                              |
| 2018      | Gyilkos elmék                            | Criminal Minds                    | Jordan Halloran           | 1 epizód                                                              |
| 2019      | Sabrina hátborzongató kalandjai          | Chilling Adventures of Sabrina    | Jerathmiel                | 1 epizód                                                              |
| 2024      | 19-es körzet                             | Station 19                        | James Beckett, Jr.        | 1 epizód                                                              |
| 2024      |                                          | Manhunt                           | Lewis Powell              | visszatérő szerep minisorozat (4 epizód)                              |
| 2025      | Lángoló Chicago                          | Chicago Fire                      | Lee                       | 1 epizód                                                              |
| 2025      | S.W.A.T. – Különleges egység             | S.W.A.T.                          | Gary                      | 1 epizód                                                              |